# Tiernny Wiltshire
Tiernny Arlene Wiltshire (* 8. Mai 1998 in Elmer, New Jersey) ist eine in den USA geborene jamaikanische Fußballspielerin.

## Karriere

### Vereine
In ihrer College-Zeit war sie von 2016 bis 2019 bei den Rutgers Scarlet Knights aktiv. Im Jahr 2020 schloss sie sich in Israel Maccabi Emek Hefer an und spielte für diese in der Saison 2020/21. Im Sommer 2021 ging sie dann nach Finnland, wo sie bis Ende des Jahres bei KuPS Kuopio spielte. Nachdem sie dann einige Monate ohne Klub war, unterschrieb sie bis zum Saisonende 2022 einen Vertrag bei Houston Dash. Im ersten Halbjahr 2023 war sie erneut ohne Klub, schloss sich zur Saison 2023/24 dann Stade Reims an. Dort kam sie lediglich Mitte September zu einem Punktspieleinsatz, und zwei Monate darauf wurde ihr Vertrag bei dem französischen Erstdivisionär wieder aufgelöst.

### Nationalmannschaft
Für die jamaikanische Nationalmannschaft hatte sie ihr Debüt am 30. September 2019 bei einem 12:1-Sieg über Kuba in einem Qualifikationsspiel für das Olympiaturnier der Spiele 2020. Auch bei weiteren Qualifikationsspielen war sie später dabei. Nachdem im Jahr 2021 nur Freundschaftsspiele anstanden, hatte sie mit der Qualifikation und der Endrunde der W Championship 2022 ihre erste Turnierteilnahme. Am Ende landete sie mit ihrer Mannschaft hier auf dem dritten Platz. Im nächsten Jahr folgten dann noch Einsätze beim Cup of Nations 2023.
Am 23. Juni 2023 wurde sie für den finalen Kader bei der Weltmeisterschaft 2023 nominiert. Dort gab sie beim ersten Gruppenspiel gegen Frankreich dann auch ihr WM-Debüt.